# Provincia de Matabelelandia Meridional
Matabelelandia Meridional es una provincia de Zimbabue. Tiene una superficie de 54.172 km², en 2012 tenía una población aproximada de 683 893 habitantes. Su capital es la ciudad de Gwanda.
- Datos: Q498355
- Multimedia: Matabeleland South / Q498355